# Портнівка (зупинний пункт)
Портні́вка — пасажирський залізничний зупинний пункт Полтавської дирекції Південної залізниці на електрифікованій лінії Полтава-Південна — Берестин між зупинними пунктами Кашубівка та Минівка. Розташований поблизу однойменного села Полтавського району Полтавської області.

## Пасажирське сполучення
На платформі Портнівка зупиняються приміські електропоїзди сполученням Полтава — Лозова